# Атамі (Сідзуока)

Ата́мі (яп. 熱海市, あたみし, МФА: [atamʲi ɕi̥]?) — місто в Японії, в префектурі Сідзуока. Розташоване в східній частині префектури, на березі Саґамської затоки.    Отримало статус міста 1937 року. Площа становить 61,61 км². Станом на 1 серпня 2011 року населення складало 39 245  осіб, густота населення — 637 осіб/км².  Основою економіки є рибальство, переробка морепродуктів, харчова промисловість, виробництво електротоварів, комерція, туризм.  В місті розташовані гарячі джерела. 